# نيوتن دا كوستا
نيوتن دا كوستا (بالبرتغالية: Newton da Costa‏) هو رياضياتي وفيلسوف برازيلي، ولد في 16 سبتمبر 1929 في كوريتيبا في البرازيل.